# 草津市立渋川小学校
草津市立渋川小学校（くさつしりつ しぶかわしょうがっこう）は、滋賀県草津市にある市立小学校。

## 沿革
- 2002年（平成14年）9月 - 校章および校歌の歌詞を制定する。
- 2003年（平成15年）
  - 2月 - 校歌の曲を制定する。
  - 4月 - 草津市立草津第二小学校より分離し、開校する[1][2]。
- 2004年（平成16年）
  - 3月 - 渋川ビオトープが完成する。
  - 11月 - 近畿音楽研究大会の会場校となる。
- 2008年（平成20年）2月 - 「全国ビオトープコンクール2007」で銀賞を受賞する。
- 2009年（平成21年） - 文部科学省「電子黒板を活用した教育に関する調査研究事業」のモデル校となり、電子黒板を試験導入する[3]。
- 2012年（平成24年）
  - 11月8日 - 宇宙航空研究開発機構の学校教育支援事業により、当校とJAXA相模原キャンパスをインターネット中継で結ぶ遠隔授業が行われる[4]。同年より、「渋川ESDミュージアム」を開始（詳細は後述）[注 1][5]。
- 2014年（平成26年）
  - 1月 - 「渋川生き物絵図」が完成する。
  - 2月 - 淡海の川づくりフォーラムで準グランプリを受賞する。
- 12月 - 生物多様性アクション大賞「つたえよう部門」で優秀賞を、淡海の川づくりフォーラムでグランプリを受賞する。
- 2015年（平成27年）1月 - 淡海こどもエコクラブ交流会で大賞を受賞する。
- 2016年（平成28年）11月 - 近畿音楽教育研究大会・研究演奏に出場する。
- 2017年（平成29年）
  - 2月 - 淡海の川づくりフォーラムでグランプリを受賞する。
  - 8月 - コカ・コーラ観光教育賞で最優秀賞を受賞する。
  - 12月 - 生物多様性アクション大賞で特別賞（SDGs賞）を、「淡海エコクラブ交流会」で奨励賞受賞する。
- 2019年（平成30年）
  - 2月 - 低酸素杯2018で文部科学大臣賞とオーディエンス賞を、学校エコ自慢大会で大賞を受賞する。
  - 7月 - 滋賀ICT大賞2018 教育の部で優秀賞を受賞する。
- 2021年（令和4年）4月23日 - 第5回食育活動表彰 教育等関係者の部で消費・安全局長賞を受賞し、農林水産省より表彰を受ける[6][7]。

（注記なき出典：）

## 基礎データ

### スローガン
- 教育目標 - よりよい生き方を求め、今と未来を主体的に生きる子ども[9][10]

## 通学区域
- 草津市
  - 渋川1丁目・渋川2丁目と西渋川1丁目・西渋川2丁目の全域、野村1丁目および若竹町の一部[11]

## 主な進学先
- 草津市立草津中学校[11]

## アクセス
- JR琵琶湖線（東海道本線）・JR草津線草津駅
  - 同駅より草津・栗東・守山くるっとバス「草津東高校」停留所下車、徒歩約2分[12]。
  - 同駅より徒歩約15分[12]。

## 取り組み
- 当校の生徒が郷土の環境や文化を展示・発表する企画、「渋川ESDミュージアム」が2012年（平成24年）から開かれている[注 1][5]。同企画は農家や博物館の学芸員をゲスト講師として招き、食文化などの環境や文化を話し合って学習するものであり[5]、農家で採れた食材の調理や壁新聞作りもその一環として行われる[5][7]。